# TO-050
A TO-050, também chamada de Rodovia Coluna Prestes, é uma rodovia estadual radial do estado brasileiro do Tocantins, que liga a capital do estado Palmas ao município de Arraias. Em Arraias, a rodovia termina na ponte sobre o Rio Bezerra, localizada na divisa com o estado de Goiás. A TO-050 serve aos municípios de Palmas, Porto Nacional, Silvanópolis, Santa Rosa do Tocantins, Chapada da Natividade, Natividade, Conceição do Tocantins e Arraias. Em Palmas, a TO-050 é a principal via expressa da cidade, fazendo a ligação entre o Plano Diretor (região central da cidade) e o bairro-satélite de Taquaralto. O trecho da TO-050 localizado entre Palmas e Porto Nacional é um dos principais trechos rodoviários do Tocantins, sendo concomitante com a TO-070, que liga Palmas à BR-153 (em Aliança do Tocantins). No perímetro urbano de Palmas, a TO-050 forma o maior trecho rodoviário duplicado do estado do Tocantins, estendendo-se ainda por um pequeno trecho consecutivo da TO-010. Em alguns trechos, a TO-050 é concomitante com a rodovia BR-010.
No ano de 2024, a Lei 3.910 oficializou a federalização do trecho entre Silvanópolis e Palmas na TO-050, transferindo a responsabilidade para o Departamento Nacional de Infraestrutura de Transportes (Dnit). Contudo, a efetivação dessa transferência está condicionada à assinatura de um termo entre a Agência Tocantinense de Transportes e Obras (Ageto) e o órgão federal.

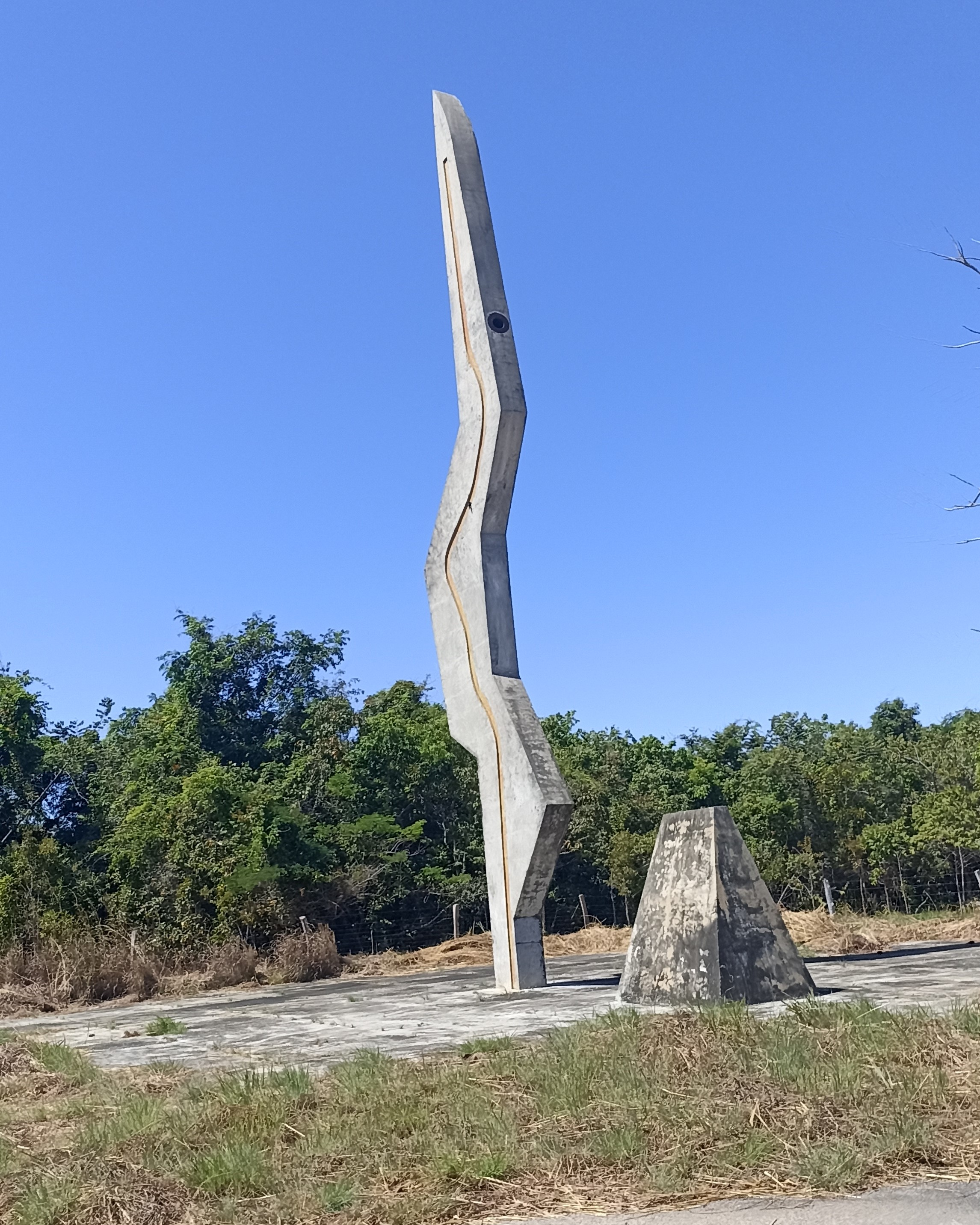
Monumento Coluna Prestes - TO-050

## Percurso
- Palmas
  - Início no entroncamento com a Avenida Juscelino Kubitschek (JK)
- Taquaralto (bairro-satélite de Palmas)
- Distrito Industrial de Porto Nacional
- Porto Nacional
- Silvanópolis
- Santa Rosa do Tocantins
- Chapada da Natividade
- Natividade
- Povoado Bonfim (em Natividade)
- Príncipe (distrito do município de Natividade)
- Conceição do Tocantins
- Arraias